# Большой Ег
Большой Ег — река в России, протекает в Соликамском районе Пермского края. Устье реки находится в 42 км по левому берегу реки Усолка. Длина реки составляет 10 км. 
Исток реки находится в 12 км к северо-востоку от центра города Березники на границе городского округа и Соликамского района. Река течёт на северо-восток, всё течение проходит по ненаселённому лесному массиву. Притоки - Берёзовка (левый), Малый Ег (правый). Впадает в Усолку у водозаборного комплекса, обеспечивающего снабжение Березников водой из верхнего течения Усолки.

## Данные водного реестра
По данным государственного водного реестра России относится к Камскому бассейновому округу, водохозяйственный участок реки — Кама от водомерного поста у села Бондюг до города Березники, речной подбассейн реки — бассейны притоков Камы до впадения Белой. Речной бассейн реки — Кама.
По данным геоинформационной системы водохозяйственного районирования территории РФ, подготовленной Федеральным агентством водных ресурсов:
- Код водного объекта в государственном водном реестре — 10010100212111100006864
- Код по гидрологической изученности (ГИ) — 111100686
- Код бассейна — 10.01.01.002
- Номер тома по ГИ — 11
- Выпуск по ГИ — 1